# Doornedijkje
Het Doornedijkje (Steenbergs: 't Dorenedekske) is een straat in Steenbergen, in de Nederlandse provincie Noord-Brabant. De straat loopt van de Steenbergse haven langs de Drievierde-buurt de polders in.
De straat vormde oorspronkelijk de buitenste bedijking van het Westland, een van de vroegst ingepolderde gebieden rond Steenbergen, en is slechts aan één kant bebouwd. Aan de overzijde ligt een gekanaliseerde kreek met halverwege het Westland-gemaal uit 1960, dat wordt beheerd door Brabantse Delta.